# فلوره

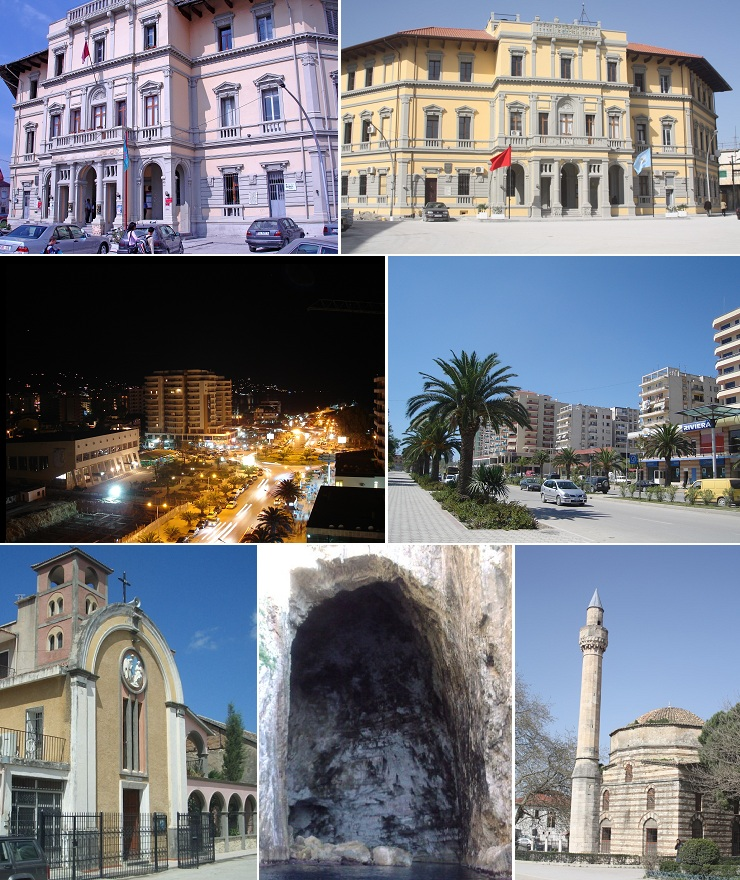

فلوره (بالألبانية: Vlorë) هي من كبرى مدن ألبانيا وعاصمة مقاطعة فلوره وثاني ميناء في البلاد بعد دراج. يبلغ عدد سكان المدينة 79,948. تم في هذه المدينة اعلان الاستقلال الألباني يوم 28 نوفمبر 1912. كانت المدينة لفترة قصيرة عاصمة لألبانيا. تأسست في القرن السادس قبل الميلاد كمستعمرة يونانية قديمة. يوجد فيها ميناء وجامعة لتصبح أهم مدينة اقتصادية وثقافية في جنوب غرب ألبانيا.

## المناخ
يظهر الجدول التالي التغييرات المناخية على مدار السنة لفلوره:
| البيانات المناخية لـفلوره          | البيانات المناخية لـفلوره | البيانات المناخية لـفلوره | البيانات المناخية لـفلوره | البيانات المناخية لـفلوره | البيانات المناخية لـفلوره | البيانات المناخية لـفلوره | البيانات المناخية لـفلوره | البيانات المناخية لـفلوره | البيانات المناخية لـفلوره | البيانات المناخية لـفلوره | البيانات المناخية لـفلوره | البيانات المناخية لـفلوره | البيانات المناخية لـفلوره |
| الشهر                              | يناير                     | فبراير                    | مارس                      | أبريل                     | مايو                      | يونيو                     | يوليو                     | أغسطس                     | سبتمبر                    | أكتوبر                    | نوفمبر                    | ديسمبر                    | المعدل السنوي             |
| ---------------------------------- | ------------------------- | ------------------------- | ------------------------- | ------------------------- | ------------------------- | ------------------------- | ------------------------- | ------------------------- | ------------------------- | ------------------------- | ------------------------- | ------------------------- | ------------------------- |
| متوسط درجة الحرارة الكبرى °م (°ف)  | 13 (55)                   | 14 (57)                   | 16 (61)                   | 19 (66)                   | 23 (73)                   | 27 (81)                   | 30 (86)                   | 30 (86)                   | 27 (81)                   | 23 (73)                   | 19 (66)                   | 15 (59)                   | 21.3 (70.3)               |
| المتوسط اليومي °م (°ف)             | 9.5 (49.1)                | 10.0 (50.0)               | 12.0 (53.6)               | 15.0 (59.0)               | 19.0 (66.2)               | 22.0 (71.6)               | 25.0 (77.0)               | 24.5 (76.1)               | 22.0 (71.6)               | 19.0 (66.2)               | 15.0 (59.0)               | 11.5 (52.7)               | 17.0 (62.6)               |
| متوسط درجة الحرارة الصغرى °م (°ف)  | 6 (43)                    | 6 (43)                    | 8 (46)                    | 10 (50)                   | 14 (57)                   | 17 (63)                   | 19 (66)                   | 19 (66)                   | 16 (61)                   | 14 (57)                   | 11 (52)                   | 8 (46)                    | 12.3 (54.1)               |
| الهطول مم (إنش)                    | 120 (4.7)                 | 106 (4.2)                 | 92 (3.6)                  | 79 (3.1)                  | 54 (2.1)                  | 28 (1.1)                  | 9 (0.4)                   | 26 (1.0)                  | 32 (1.3)                  | 116 (4.6)                 | 192 (7.6)                 | 141 (5.6)                 | 995 (39.2)                |
| متوسط أيام هطول الأمطار (≥ 0.1 mm) | 13                        | 12                        | 14                        | 11                        | 9                         | 6                         | 3                         | 3                         | 5                         | 10                        | 17                        | 17                        | 120                       |
| ساعات سطوع الشمس الشهرية           | 133.3                     | 147.9                     | 173.6                     | 225.0                     | 272.8                     | 318.0                     | 368.9                     | 344.1                     | 279.0                     | 210.8                     | 117.0                     | 99.2                      | 2٬689٫6                   |
| المصدر: climatetemp.info           |                           |                           |                           |                           |                           |                           |                           |                           |                           |                           |                           |                           |                           |

## توأمة
لفلوره اتفاقيات توأمة مع كل من:
- بريزرن
- هوليوود
- مونوبولي
- بينيفنتو
- يانغتشو (9 سبتمبر 2015 - )[3]

## أعلام
- أولجير ميركاج
- فاتوس آرابي
- أياس محمد باشا
- أوريلا غاتشي
- كمنكاش قره مصطفى باشا
- أوراني رامبو
- سليمان الدلويني
- أحمد نيازي بك

## وصلات خارجية
- الموقع الرسمي لبلدية فلوره (ألبانية)
- الموقع الرسمي لجامعة فلوره